# Jairo de Macedo da Silva
Jairo de Macedo da Silva známý jako Jairo (* 6. května 1992) je brazilský fotbalový útočník, od léta 2021 je hráčem kyperského klubu Pafos FC.

## Klubová kariéra
Svoji fotbalovou kariéru začal v Botafogo de Futebol e Regatas, odkud v roce 2010 zamířil do Madureira Esporte Clube. V roce 2011 působil nejprve na hostování ve Sport Club Internacional a poté se vrátil hostovat do Botafoga.

### FK AS Trenčín
V zimním přestupovém období sezony 2013/14 šel hostovat do FK AS Trenčín, jenž si ho vyhlédl na turnaji fotbalistů do 19 let Copa Amsterdam. Klub se stal jeho prvním zahraničním angažmá. V prvním ligovovém utkání za mužstvo odehrál 34 minut a v 72. minutě vyrovnal skore zápasu s MŠK Žilina na 1:1.
S Trenčínem se představil v Evropské lize UEFA 2014/15, v úvodním domácím utkání 2. předkola 17. července proti srbskému FK Vojvodina Novi Sad (hrálo se na stadioně v Dubnici) se jednou vstřelenou brankou podílel na vysoké výhře 4:0.

V lednu 2015 do Trenčína z Madureiry přestoupil. V sezóně 2014/15 vyhrál s týmem slovenský fotbalový pohár, ve finále se představil proti mužstvu FK Senica, zápas se rozhodl až v penaltovém rozstřelu. Zároveň se stal ve stejném ročníku mistrem Fortuna ligy a mohl slavit zisk double.

### PAOK Soluň (+ hostování)
V srpnu 2015 přestoupil do řeckého týmu PAOK FC ze Soluně.
V sezóně 2016/17 hostoval v řeckém týmu PAS Giannina. V srpnu 2017 odešel hostovat do moldavského klubu FC Sheriff Tiraspol.